# Hesperesta rhyodes
Hesperesta rhyodes is een vlinder uit de familie dominomotten (Autostichidae). De wetenschappelijke naam is, als Nothris rhyodes, voor het eerst geldig gepubliceerd in 1909 door Meyrick.
De soort komt voor in het Afrotropisch gebied.

## Andere combinaties
- Nothris rhyodes Meyrick, 1909
- Holcopogon rhyodes (Meyrick, 1909)